# شيخ ها (بابويي)
شيخ ها (بالفارسية: شیخ ها) هي قرية تقع في إيران في قسم بابويي الريفي. يقدر عدد سكانها بـ 135 نسمة .